# Dave Cairns
Dave Cairns (Walthamstow, 15 novembre 1958) è un chitarrista e tastierista inglese fondatore insieme a Ian Page dei Secret Affair, gruppo mod revival londinese.

## Biografia
Nel 1976 forma insieme all'amico Ian Page i New Hearts con i quali comincerà la carriera musicale prima di fondare insieme a Seb Shelton Dennis Smith e i Secret Affair, nei quali ricopre, insieme a Page, il ruolo di autore di testi e musiche della band, tra cui spiccano canzoni come Time for Action, My World e Sound of Confusion.
Dopo il 1982 con lo scioglimento dei Secret Affair, Dave Cairns collabora a più progetti tra cui i The Flag e i Walk on Fire (1987), una rock band scozzese, dove ricopre il ruolo di tastierista e con la quale registra due album.
Nel 2002 prende parte alla reunion con i Secret Affair.

## Discografia con i Secret Affair

### Album
- Glory Boys - 1979 - I-SPY
- Behind Closed Doors - 1980
- Business as Usual - 1982
- Soho Dreams - 2012

### Raccolte
- Time for Action: The Anthology - 2003 - Castle

### Singoli
- 1979 - Time for Action
- 1979 - Let Your Heart Dance
- 1980 - My World
- 1980 - Sound of Confusion
- 1981 - Do You Know?
- 1982 - Lost in the Night (Mac the Knife?)